# Neoerythromma cultellatum
Neoerythromma cultellatum är en trollsländeart som först beskrevs av Hagen in Selys 1876.  Neoerythromma cultellatum ingår i släktet Neoerythromma och familjen dammflicksländor. Inga underarter finns listade i Catalogue of Life.